# Субота, Александр
Саша Субота — сербский музыкант, композитор, пианист и аранжировщик, руководитель ансамбля. Был широко известен в СССР в 1970-х и 1980-х годах, где часто гастролировал и
выходили его пластинки.

## Биография
Александр родился в Сараево, отец Анте и мать Десанка (урождённая Пила), в сербской православной семье из Петрова поля в Далмации. Предки отца происходили из Дрниша в Петровом поле, а сам он родился и жил в Сплите, учился электротехнике в Белграде и после завершения учёбы женился на Десанке Пила из Сараево, где у них родились сыновья Александр «Саша» (1935) и Милан «Миня» (1938), также впоследствии связавший свою жизнь с музыкой. Чтобы спастись от преследования пронацистски настроенных усташей, семья в 1942 году переезжает в Загреб, где отец устраивается инженером главного почтового отделения. После войны Суботы поселились в Белграде.
С шести лет Александр начинает играть на пианино; музыкальное образование получил в школе им. Станковича.
Джазом и поп-музыкой он начал заниматься с 1951 года. 23 мая 1953 года прошёл прослушивание с целью поступления в Ассоциацию джазовых музыкантов. В состав комиссии входили именитые музыканты, такие как Младен Гутеша, Предраг Иванович, Бора Рокович, пионер сербского этно-джаза Воислав Симич. С тех пор Александр стал сочинять музыку и аранжировать её для больших и малых ансамблей.
Первые записи с трио и квартетом для «Радио Белград» были им сделаны в 1958 году и с тех пор он регулярно записывался на радио. С трио и квартетом он выступил на первом джазовом фестивале в городе Блед в 1960 и 1961 году. Много записей было сделано им с большим ревю-оркестром под руководством дирижёра Ильи Генича. Участвовал в различных телепередачах.
Известно около тридцати грамзаписей, где он аккомпанировал известным сербским певцам: Лоле Новакович, Джордже Марьяновичу, Наде Кнежевич, Мики Евремовичу, Сенке Велетанлич и другим.
Со своим оркестром он сопровождал и известных европейских певцов: неоднократного победителя на Фестивале песни в Сан-Ремо Клаудио Вилла, победительницу конкурса «Евровидение» 1964 года Джильолу Чинкветти, американского актёра и певца Дэнни Кея, американо-французскую певицу, актрису и танцовщицу Жозефину Беккер, кумира советской эстрады Марка Бернеса.
С 1966 по 1988 год восемнадцать раз посетил СССР с гастролями. В 1988 году дал 12 сольных фортепианных концертов в Москве, Ленинграде, Вильнюсе, Киеве, Сочи, Севастополе, Риге. В качестве представителя Сербии три раза выступал на заседаниях ЮНИСЕФ.
1 октября 1979 года ему присвоено звание выдающегося деятеля культуры.

## Дискография

### Долгоиграющие грамзаписи (LP)
- Джорджи Перузович и Ансамбль Саши Суботы, изд. «Мелодия», 1970[3].
- Голоса Югославии, изд. «Мелодия», 1975[4].
- Эстрадный ансамбль Саши Суботы, изд. «Мелодия», 1976[4].
- Саша Субота, фортепиано, изд. «Мелодия», 1985[4].
- Мария Трайковская с ансамблем Саши Суботы (Marija Trajkovska, Studijski Ansambl Sase Subote), изд. Discos, LPD-20001206, 1986[4].

### Синглы и мини-альбомы (миньоны) (EP)
- Златко Голубович и Ансамбль Саши Суботы (Zlatko Golubovic, Vokalni Ansambl «Koral» I Ansambl Aleksandra Subote), изд. PGP RTB, EP 50155, 1967[4].
- Ансамбли «Они и они» и Саши Суботы (One I Oni i Ansambl Sase Subote), изд. PGP RTB, SF 52 512, 1971[4].
- Ансамбль Саши Суботы (Югославия) с песнями «История любви» и «Цыганская песня» / Ансамбль «НО ТО ЦО» (Польша) с песнями «Червона рута» и «Дими», изд. «Мелодия», 1972[4].
- И другие[4].